# Abierto Mexicano de Tenis 2016 - Qualificazioni singolare femminile
Le qualificazioni del singolare femminile dell'Abierto Mexicano de Tenis 2016 sono state un torneo di tennis preliminare per accedere alla fase finale della manifestazione. I vincitori dell'ultimo turno sono entrati di diritto nel tabellone principale. In caso di ritiro di uno o più giocatori aventi diritto a questi sono subentrati i lucky loser, ossia i giocatori che hanno perso nell'ultimo turno ma che avevano una classifica più alta rispetto agli altri partecipanti che avevano comunque perso nel turno finale.

## Teste di serie
1. Lauren Davis (ultimo turno)
2. Kiki Bertens (qualificata)
3. Urszula Radwańska (qualificata)
4. Samantha Crawford (qualificata)
5. Pauline Parmentier (ultimo turno)
6. Han Xinyun (ultimo turno)

1. Louisa Chirico (qualificata)
2. Julia Glushko (qualificata)
3. María Teresa Torró Flor (ultimo turno)
4. Maria Sakkarī (qualificata)
5. Rebecca Peterson (primo turno)
6. Viktorija Golubic (ultimo turno)

## Qualificate
1. Julia Glushko
2. Kiki Bertens
3. Urszula Radwańska

1. Samantha Crawford
2. Louisa Chirico
3. Maria Sakkarī

## Tabellone qualificazioni

### Legenda
| - Q = Qualificato - WC = Wild card - LL = Lucky loser | - ALT = Alternate - SE = Special Exempt - PR = Protected Ranking | - w/o = Walkover - r = Ritirato - d = Squalificato |

### Sezione 1
|  | Primo turno | Primo turno       | Primo turno       | Primo turno | Primo turno |  |  | Ultimo turno | Ultimo turno  | Ultimo turno | Ultimo turno | Ultimo turno |  |
|  |             |                   |                   |             |             |  |  |              |               |              |              |              |  |
|  | 1           | Lauren Davis      | Lauren Davis      | 6           | 6           |  |  |              |               |              |              |              |  |
|  |             | An-Sophie Mestach | An-Sophie Mestach | 1           | 1           |  |  | 1            | Lauren Davis  | 1            | 7            | 1            |  |
|  |             | Sachia Vickery    | Sachia Vickery    | 1           | 1           |  |  | 8            | Julia Glushko | 6            | 5            | 6            |  |
|  | 8           | Julia Glushko     | Julia Glushko     | 6           | 6           |  |  |              |               |              |              |              |  |

### Sezione 2
|  | Primo turno | Primo turno          | Primo turno          | Primo turno | Primo turno |  |  | Ultimo turno | Ultimo turno      | Ultimo turno      | Ultimo turno | Ultimo turno |  |
|  |             |                      |                      |             |             |  |  |              |                   |                   |              |              |  |
|  | 2           | Kiki Bertens         | Kiki Bertens         | 6           | 6           |  |  |              |                   |                   |              |              |  |
|  |             | Anastasija Rodionova | Anastasija Rodionova | 2           | 3           |  |  | 2            | Kiki Bertens      | Kiki Bertens      | 6            | 6            |  |
|  | WC          | Renata Zarazúa       | Renata Zarazúa       | 2           | 5           |  |  | 12           | Viktorija Golubic | Viktorija Golubic | 1            | 3            |  |
|  | 12          | Viktorija Golubic    | Viktorija Golubic    | 6           | 7           |  |  |              |                   |                   |              |              |  |

### Sezione 3
|  | Primo turno | Primo turno       | Primo turno       | Primo turno | Primo turno |  |  | Ultimo turno | Ultimo turno      | Ultimo turno | Ultimo turno | Ultimo turno |  |
|  |             |                   |                   |             |             |  |  |              |                   |              |              |              |  |
|  | 3           | Urszula Radwańska | Urszula Radwańska | 6           | 6           |  |  |              |                   |              |              |              |  |
|  | WC          | Nicole Frenkel    | Nicole Frenkel    | 3           | 2           |  |  | 3            | Urszula Radwańska | 6            | 4            | 6            |  |
|  |             | Richèl Hogenkamp  | 5                 | 6           | 6           |  |  |              | Richèl Hogenkamp  | 4            | 6            | 3            |  |
|  | 11          | Rebecca Peterson  | 7                 | 3           | 3           |  |  |              |                   |              |              |              |  |

### Sezione 4
|  | Primo turno | Primo turno             | Primo turno             | Primo turno | Primo turno |  |  | Ultimo turno | Ultimo turno            | Ultimo turno | Ultimo turno | Ultimo turno |  |
|  |             |                         |                         |             |             |  |  |              |                         |              |              |              |  |
|  | 4           | Samantha Crawford       | Samantha Crawford       | 6           | 7           |  |  |              |                         |              |              |              |  |
|  |             | Sílvia Soler Espinosa   | Sílvia Soler Espinosa   | 3           | 5           |  |  | 4            | Samantha Crawford       | 6            | 3            | 7            |  |
|  |             | Paula Kania             | Paula Kania             | 1           | 3           |  |  | 9            | María Teresa Torró Flor | 3            | 6            | 64           |  |
|  | 9           | María Teresa Torró Flor | María Teresa Torró Flor | 6           | 6           |  |  |              |                         |              |              |              |  |

### Sezione 5
|  | Primo turno | Primo turno            | Primo turno            | Primo turno | Primo turno |  |  | Ultimo turno | Ultimo turno       | Ultimo turno       | Ultimo turno | Ultimo turno |  |
|  |             |                        |                        |             |             |  |  |              |                    |                    |              |              |  |
|  | 5           | Pauline Parmentier     | Pauline Parmentier     | 6           | 6           |  |  |              |                    |                    |              |              |  |
|  |             | Andrea Gámiz           | Andrea Gámiz           | 4           | 4           |  |  | 5            | Pauline Parmentier | Pauline Parmentier | 2            | 4            |  |
|  | WC          | Pamela López Cervantes | Pamela López Cervantes | 0           | 0           |  |  | 7            | Louisa Chirico     | Louisa Chirico     | 6            | 6            |  |
|  | 7           | Louisa Chirico         | Louisa Chirico         | 6           | 6           |  |  |              |                    |                    |              |              |  |

### Sezione 6
|  | Primo turno | Primo turno     | Primo turno     | Primo turno | Primo turno |  |  | Ultimo turno | Ultimo turno  | Ultimo turno  | Ultimo turno | Ultimo turno |  |
|  |             |                 |                 |             |             |  |  |              |               |               |              |              |  |
|  | 6           | Han Xinyun      | 5               | 6           | 6           |  |  |              |               |               |              |              |  |
|  |             | Maria Sanchez   | 7               | 4           | 2           |  |  | 6            | Han Xinyun    | Han Xinyun    | 63           | 0            |  |
|  | Alt         | Makoto Ninomiya | Makoto Ninomiya | 1           | 2           |  |  | 10           | Maria Sakkarī | Maria Sakkarī | 7            | 6            |  |
|  | 10          | Maria Sakkarī   | Maria Sakkarī   | 6           | 6           |  |  |              |               |               |              |              |  |